# La scuola cattolica
La scuola cattolica is een Italiaanse dramafilm uit 2021 onder een regie van Stefano Mordini. Het is een verfilming van het gelijknamige boek van Edoardo Albinati wat gebaseerd is op de ware gebeurtenissen van het Bloedbad in Circeo.

## Verhaal
De film volgt het levensverhaal van enkele leerlingen van een zeer katholieke middelbare jongensschool in 1975. In eerste instantie hebben de leerlingen de gebruikelijke problemen van een gemiddelde tiener en willen de meesten van hen bijvoorbeeld een relatie met een meisje. Door de maanden heen zijn er enkele - soms drastische - veranderingen in het leven van enkele jongens:
- Edoardo wordt lid van een satanische sekte die is gevormd door zijn vrienden. Hij blijft er bij omwille van de fascinatie maar ook uit vrees van de gevolgen mocht hij deze verlaten.
- Carlo Arbus, een zeer slimme jongen die een jaar eerder wil afstuderen omdat hij de middelbare school beu is. Zijn vader blijkt homoseksueel te zijn en verlaat zijn gezin.
- Pik Martiroli, een onrustige jongen wiens moeder een bekende actrice is. Zij start een relatie met Stefanoe Jervi, een klasgenoot van Pik.
- Gioacchino Rummo, lid van een extreem religieus gezin. Zijn jongste zus sterft na het eten van giftige bessen.
- Salvatore Izzo, een verlegen en onderdanige jongeman. Zijn broer Angelo ontdekt dat Salvatore homoseksueel is.
- Gianni Guido, een vriend van Angelo wiens vader bijzonder veeleisend en gewelddadig is.
- Andrea Ghira, een seksbeluste vriend van Angelo en Gianni

Op een dag verleidden Angelo en Gianni twee meisjes: Donatella Colasanti (17 jaar) en Rosaria Lopez (19 jaar). Beide meisjes hadden eerder Carlo ontmoet  Ze brengen hen naar een villa nabij de Mont Circé met de smoes dat deze eigendom is van Carlo en dat Carlo daar ook zal arriveren. De meisjes worden er echter meermaals verkracht door Angelo, Gianni en Andrea. Rosaria wordt door de jongens vermoord. Het is ook de bedoeling dat Donatella wordt vermoord, maar zij veinst reeds dood te zijn. De jongens willen de lichamen dumpen, maar omdat ze al enkele dagen niet thuis zijn geweest, willen ze eerst hun eigen ouders geruststellen.
Wanneer de Fiat 127 onbewaakt wordt achtergelaten, kan Donatella zich loswikkelen uit de plastic zakken waarin zij en Rosaria zijn opgerold. Ze kan door te kloppen op de onderkant van de kofferbak de aandacht trekken en wordt gered.
Edoardo besluit dat alle gebeurtenissen - dus niet enkel de verkrachting/moordpartij - deels te verklaren zijn door de hypocrisie van de katholieke moraal binnen de school.
In de aftiteling worden nog enkele zaken vermeld waaronder: Angelo, Gianni en Andrea werden opgepakt en opgesloten. Angelo werd vrijgelaten in 2005 om vervolgens terug twee vrouwen te vermoorden. Gianna ontsnapte, maar werd terug gevat. Hij kwam in 2009 vrij. Andrea ontsnapte in 1994, maar stierf tijdens de vlucht. Donatella stierf in 2005. Ten tijde van de gebeurtenissen werd een verkrachting in Italië aanzien als een "misdaad tegen de openbare zeden". Pas in 1996 werd dit aangepast naar een "misdaad tegen een persoon".

## Rolverdeling
| Acteur                    | Personage                   |
| ------------------------- | --------------------------- |
| Benedetta Porcaroli       | Donatella Colasanti         |
| Giulio Pranno             | Andrea Ghira                |
| Emanuele Maria Di Stefano | Edoardo Albinati            |
| Giulio Fochetti           | Alessandro Arbus            |
| Leonardo Ragazzini        | Salvatore Izzo              |
| Alessandro Cantalini      | Picchiatello Martirolo      |
| Andrea Lintozzi           | Gioachino Rummo             |
| Guido Quaglione           | Stefano Jervi               |
| Federica Torchetti        | Rosaria Lopez               |
| Luca Vergoni              | Angelo Izzo                 |
| Francesco Cavallo         | Gianni Guido                |
| Angelica Elli             | Leda Arbus                  |
| Corrado Invernizzi        | Schoolhoofd                 |
| Gianluca Guidi            | Ludovico Arbus              |
| Fabrizio Gifuni           | Golgota                     |
| Fausto Russo Alesi        | Davide Rummo                |
| Valentina Cervi           | Eleonora Rummo              |
| Valeria Golino            | Ilaria Arbus                |
| Riccardo Scamarcio        | Raffaele Guido              |
| Jasmine Trinca            | Coralla Martirolo           |
| Nicolò Galasso            | Marco D'Avenia              |
| Elena Arvigo              | Anna Izzo                   |
| Beatrice Spata            | Lia Rummo                   |
| Sofia Iacuitto            | Monica                      |
| Maria Rosaria Mingione    | Nadia                       |
| Margherita Rebeggiani     | Sara                        |
| Sergio Romano             | Professor Cosmo             |
| Marco Sincini             | Curzio                      |
| Giulio Tropea             | Fian Pietro Parboni Arquati |
| Alessio Montesi           | Marco Romoli                |